# Symplocarpus foetidus
Symplocarpus foetidus, en inglés col de mofeta ("skunk cabbage"), col de mofeta del este, col de los prados  o col de los pantanos, es una planta de crecimiento bajo que prefiere humedales. Nativa del este de América del Norte, desde Nueva Escocia y el sur de Quebec al oeste de Minnesota y al sur de Carolina del Norte y Tennessee. Está protegido como en peligro en Tennessee.En 2016 la Unión Europea la declaró especie invasiva, dado que su expansión incontrolada en humedales europeos, en especial en Escocia, podía exterminar todo tipo de vegetación.[cita requerida]

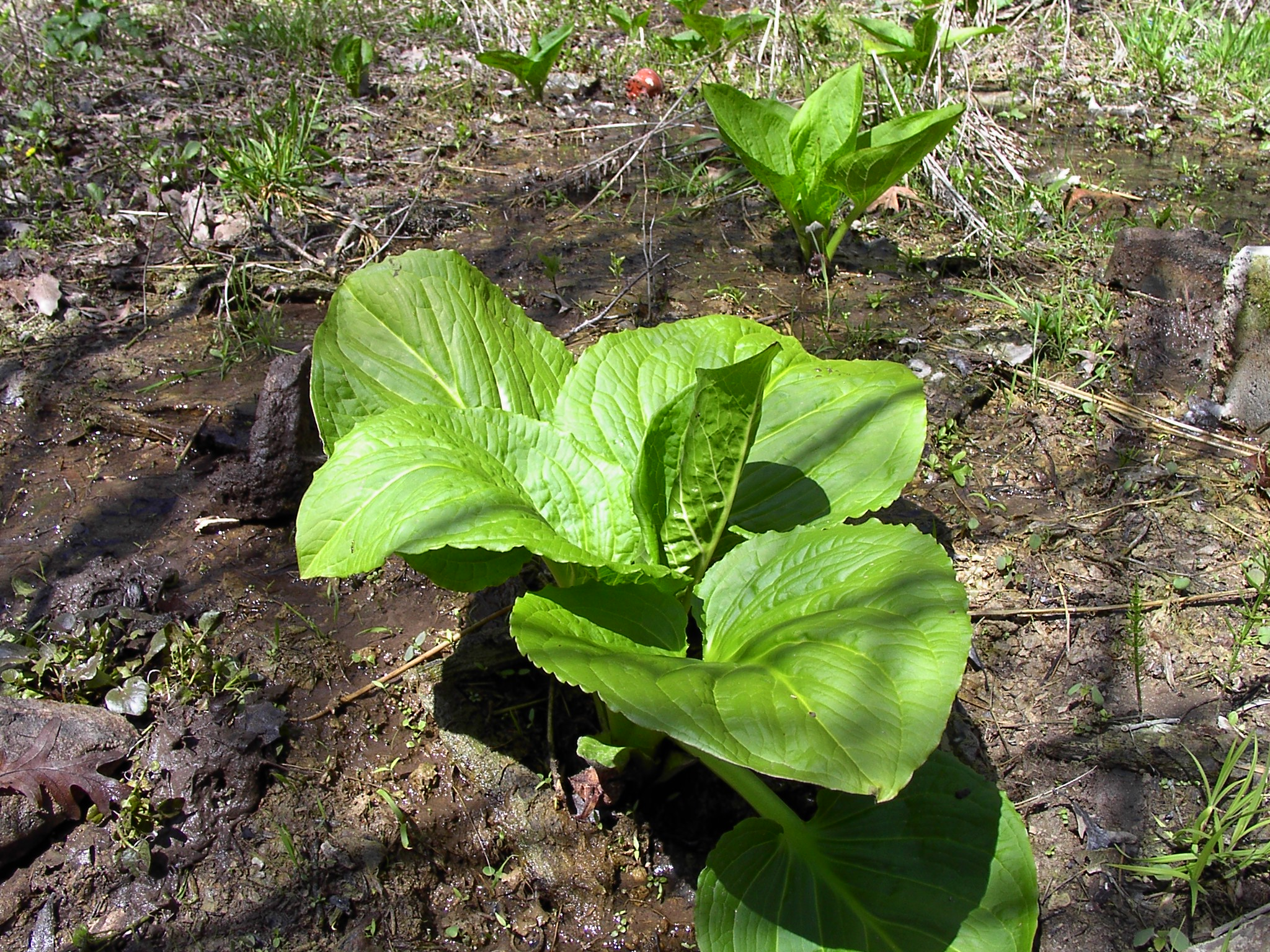
Symplocarpus foetidus hojas en la primavera temprana después que las flores han completado su ciclo.

## Descripción
Symplocarpus foetidus tiene hojas grandes, 40 a 55 cm (15,75 a 21,5 pulgadas) de largo y de 30 a 40 cm (12 a 15,75 pulgadas) de ancho. 
Sus flores aparecen temprano en la primavera, cuando sólo las flores son visibles por encima del barro. 
Los tallos permanecen enterrados debajo de la superficie del suelo con las hojas emergentes más tarde. 
Las flores se producen en un espádice de 5 a 10 cm (2-5 pulgadas) de largo contenidas dentro de una espata de 10-15 cm (4-6 pulgadas) de alto y moteadas de color púrpura. 
El rizoma es a menudo 30 cm (1 pie) de espesor.

## Ecología
Al romper o desgarrar una hoja produce un olor acre, pero no dañino; es el origen del nombre común de la planta. La planta no es venenosa al tacto. El mal olor atrae a sus polinizadores, moscas, Plecoptera y abejas. El olor de las hojas también puede servir para disuadir a los animales grandes de molestar o dañar esta planta que crece en suelos pantanosos blandos.
Symplocarpus foetidus se destaca por su capacidad de generar temperaturas de hasta 15-35 °C (59-95 °F) por encima de la temperatura del aire por respiración celular con el fin de fundir su camino a través de la tierra congelada, situándose entre un pequeño grupo de plantas que exhiben la termogénesis.  A pesar de que las flores, mientras que todavía hay nieve y hielo en el suelo que es polinizada con éxito por los primeros insectos que también surgen en este momento. Algunos estudios sugieren que más allá de permitir que la planta crezca en suelo helado, el calor que produce puede ayudar a difundir su olor en el aire. Insectos que se alimentan de carroña que son atraídos por el olor pueden ser alentados por partida doble para entrar en la espata, ya que es más caliente que el aire que lo rodea, lo que alienta la polinización.
Symplocarpus foetidus tiene raíces que se contraen después de crecer en la tierra. Esto empuja el tallo de la planta más profundamente en el lodo, para que la planta en efecto crezca hacia abajo, no hacia arriba. Cada año, la planta se entierra más profundamente hasta que las plantas más viejas son prácticamente imposibles de excavar. Se reproducen por semillas duras del tamaño de un guisante, que entran en el barro y se deja llevar por los animales o por las inundaciones.

## Usos

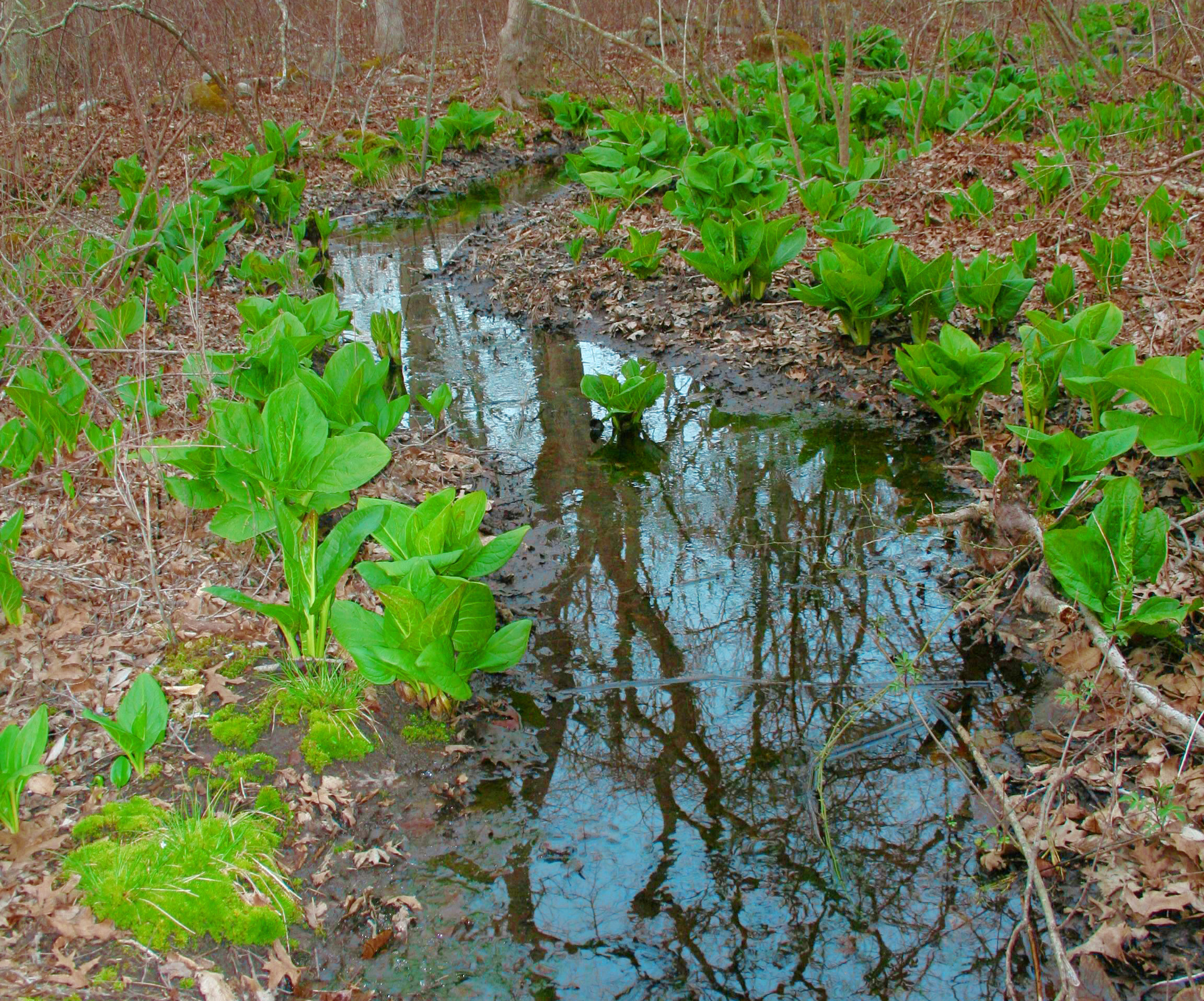
Esta fotografía muestra el crecimiento de principios de primavera de Symplocarpus foetidus en el medio del bosque, en un valle poco profundo situado a lo largo de un arroyo que fluye en la isla de viñedo de Martha.

En el siglo XIX en la Farmacopea de los EE. UU. aparece Symplocarpus foetidus como la "dracontium" de drogas. En medicina popular se utiliza en el tratamiento de enfermedades respiratorias, trastornos nerviosos, reumatismo, y hidropesía. En América del Norte y Europa, la col fétida ocasionalmente se cultiva en jardines acuáticos. Se utiliza ampliamente como una planta medicinal, el condimento, y talismán mágico por varias tribus de los nativos americanos. Aunque no es considerado que sea comestible cruda, porque las raíces son tóxicas y las hojas pueden quemar la boca, las hojas pueden secarse y usarse en sopas y guisos.

## Cultura popular
Symplocarpus foetidus está referenciada varias veces en la obra de HP Lovecraft "Colour Out of Space".